# کالین کلیش
کالین کلیش (انگلیسی: Colin Clish؛ زادهٔ ۱۴ ژانویهٔ ۱۹۴۴) بازیکن فوتبال اهل بریتانیا است.
از باشگاه‌هایی که در آن بازی کرده‌است می‌توان به باشگاه فوتبال دونکستر راورز اشاره کرد.